# Liga de la Unión

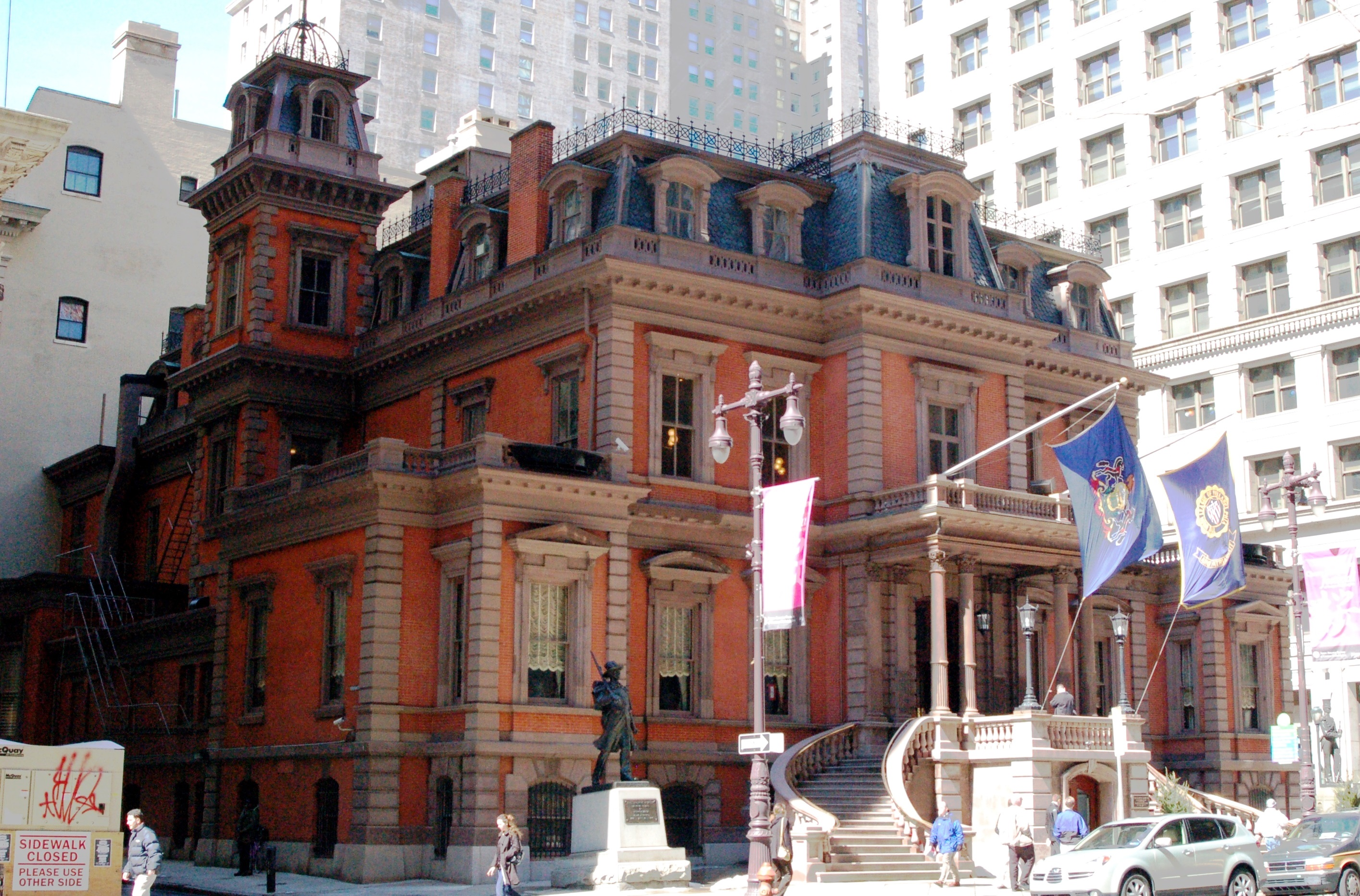
Sede de la Liga de la Unión en Filadelfia.

Una Liga de la Unión es una de las muchas organizaciones que fueron creadas en 1863 y 1864, durante la Guerra de Secesión de Estados Unidos.  Las ligas se crearon para promover la lealtad hacia el bando unionista y la política de Abraham Lincoln.  Fueron conocidas también como "Ligas Leales".  Normalmente, sus miembros pertenecían a la clase media, y habían trabajado en la Comisión Sanitaria de los Estados Unidos, atendiendo a los soldados heridos después de las batallas.  Las ligas también apoyaban al Partido Republicano de los Estados Unidos, con apoyo financiero y logístico; y con activismo político.
Al acabar la guerra y durante la reconstrucción, se crearon Ligas de la Unión en los estados del sur, antiguos enemigos de la Unión durante la guerra; el propósito era que sirvieran de apoyo de campo para el partido republicano.  Su participación en la discusión política era intensa, así como en la promoción de proyectos civiles, y la movilización de los trabajadores.  Había Ligas donde los miembros eran predominantemente negros, emigrantes de los estados del norte, lo cual chocaba de frente con la cultura esclavista y racista que había en ciertos estratos de la sociedad sureña.  Los miembros de estas Ligas, especialmente si eran negros, se convertían en objetivo de la violencia de grupos como el Ku Klux Klan, por lo que las Ligas organizaron grupos armados de autodefensa.
- Datos: Q7885810